# کاپیلا دل مونته
کاپیلا دل مونته (به اسپانیایی: Capilla del Monte) یک منطقهٔ مسکونی در آرژانتین است که در Punilla Department واقع شده‌است. کاپیلا دل مونته ۱۱٬۲۸۱ نفر جمعیت دارد و ۹۷۹ متر بالاتر از سطح دریا واقع شده‌است.